# Polydesmus rubescens
Polydesmus rubescens är en mångfotingart som beskrevs av Gervas 1836. Polydesmus rubescens ingår i släktet Polydesmus och familjen plattdubbelfotingar. Inga underarter finns listade i Catalogue of Life.